# Juan Falcón (Fußballspieler, I)
Juan Antonio Falcón ist ein ehemaliger argentinischer Fußballspieler. Der Stürmer wurde 1960 Torschützenkönig der chilenischen Primera División.

## Karriere
Juan Falcón spielte bis 1959 bei Estudiantes in seinem Heimatland. Für die Saison 1960 wechselte er nach Chile zum CD Palestino, bei dem er mit 21 Toren Torschützenkönig der Primera División wurde. Weitere Informationen zu seiner Karriere sind nicht bekannt.

## Auszeichnungen
- Torschützenkönig der chilenischen Primera División: 1960